# Parco nazionale dello Stelvio
Il Parco nazionale dello Stelvio (Nationalpark Stilfser Joch in tedesco, National Park of Stelvies in inglese) è uno dei più antichi parchi naturali italiani, istituito nel 1935, nato allo scopo di tutelare le bellezze naturalistiche del gruppo montuoso Ortles-Cevedale e per promuovere lo sviluppo turistico sostenibile nelle vallate alpine della Lombardia, svizzera. Si estende sul territorio di 24 comuni e di 4 province ed è a diretto contatto a nord col Parco Nazionale Svizzero e a sud col Parco naturale provinciale Adamello-Brenta e il Parco regionale dell'Adamello: tutti questi parchi insieme costituiscono una vastissima area protetta nel cuore delle Alpi, che copre quasi 400.000 ettari.

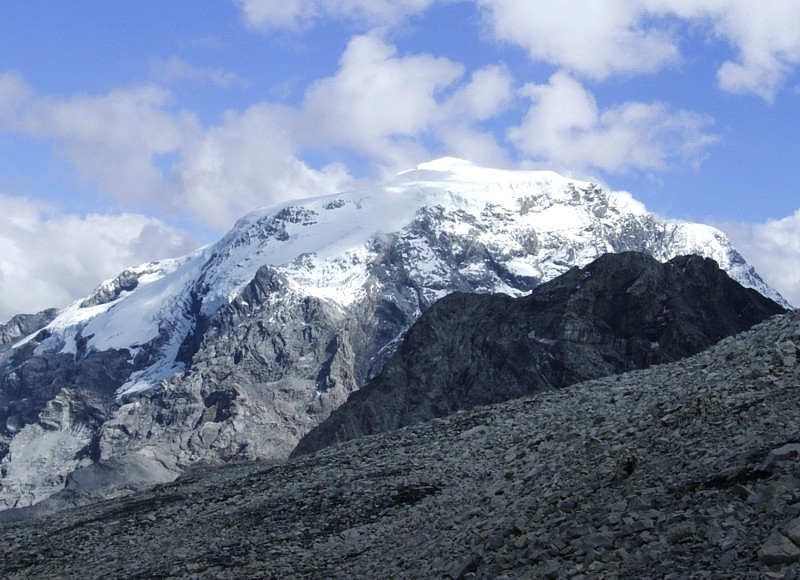
L'Ortles visto dall'alta Valle di Trafoi

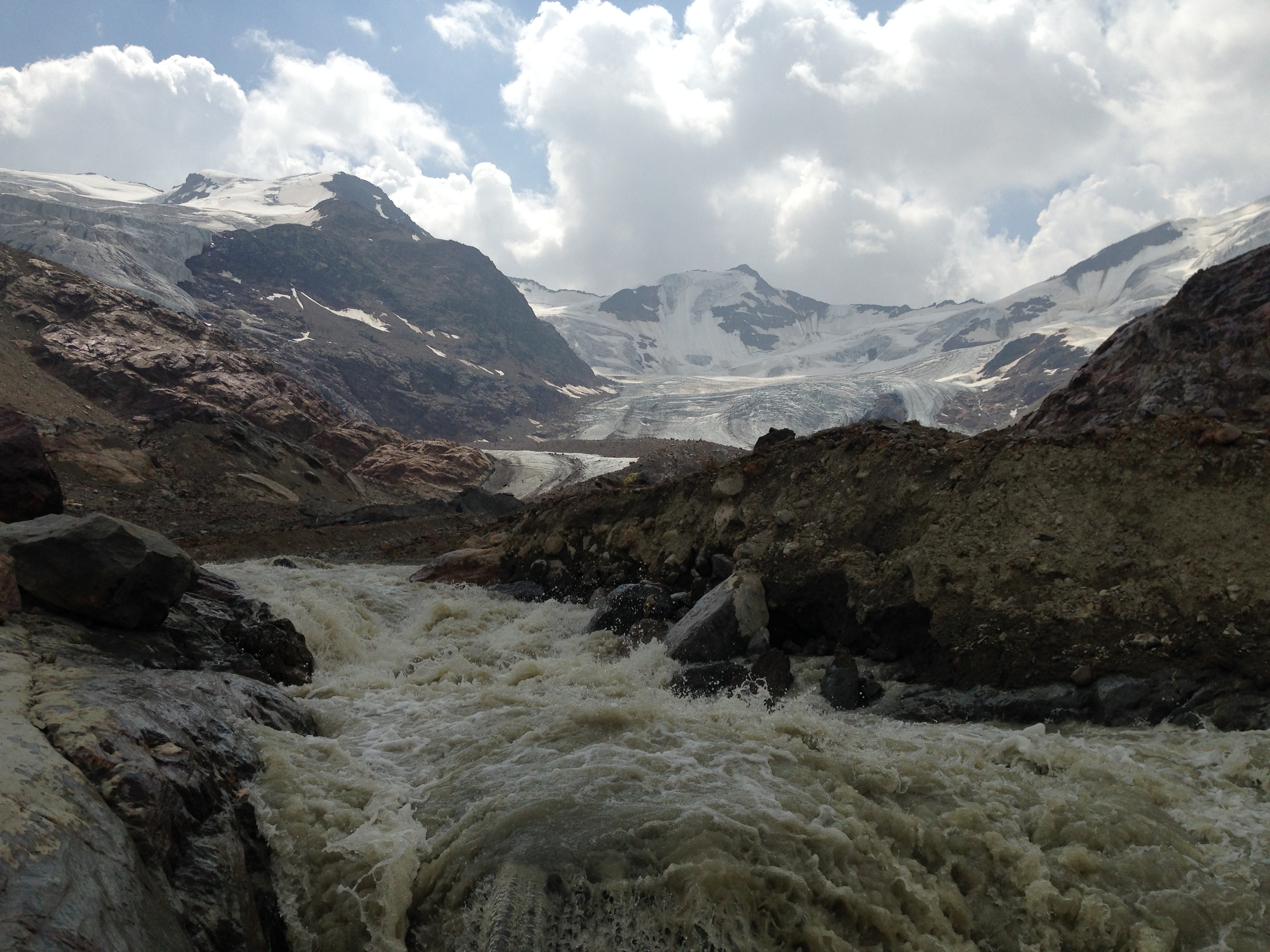
Il torrente Frodolfo in Valfurva, sopra il Ghiacciaio dei Forni

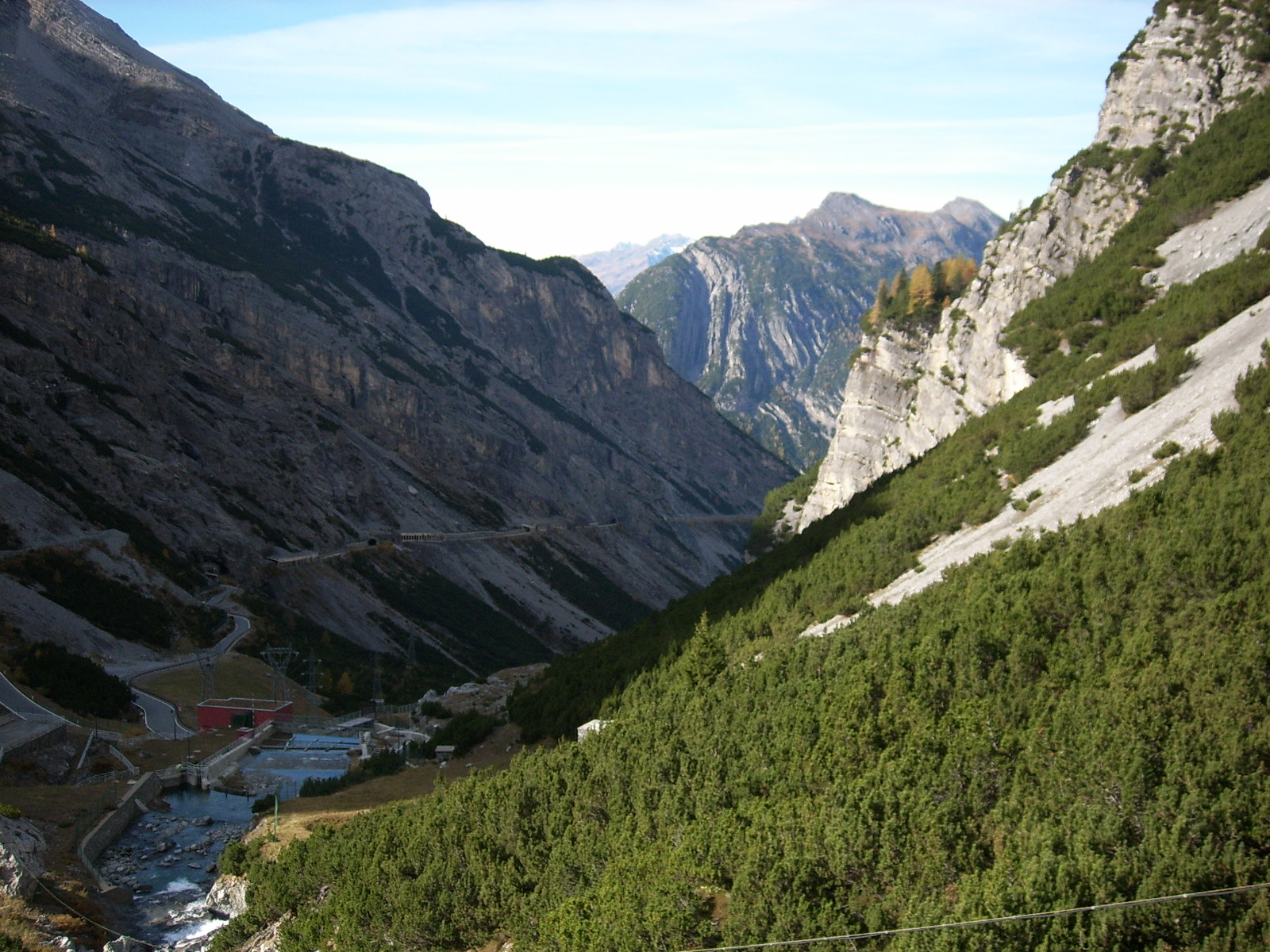
Immagine del parco dalla valle del Braulio, versante lombardo

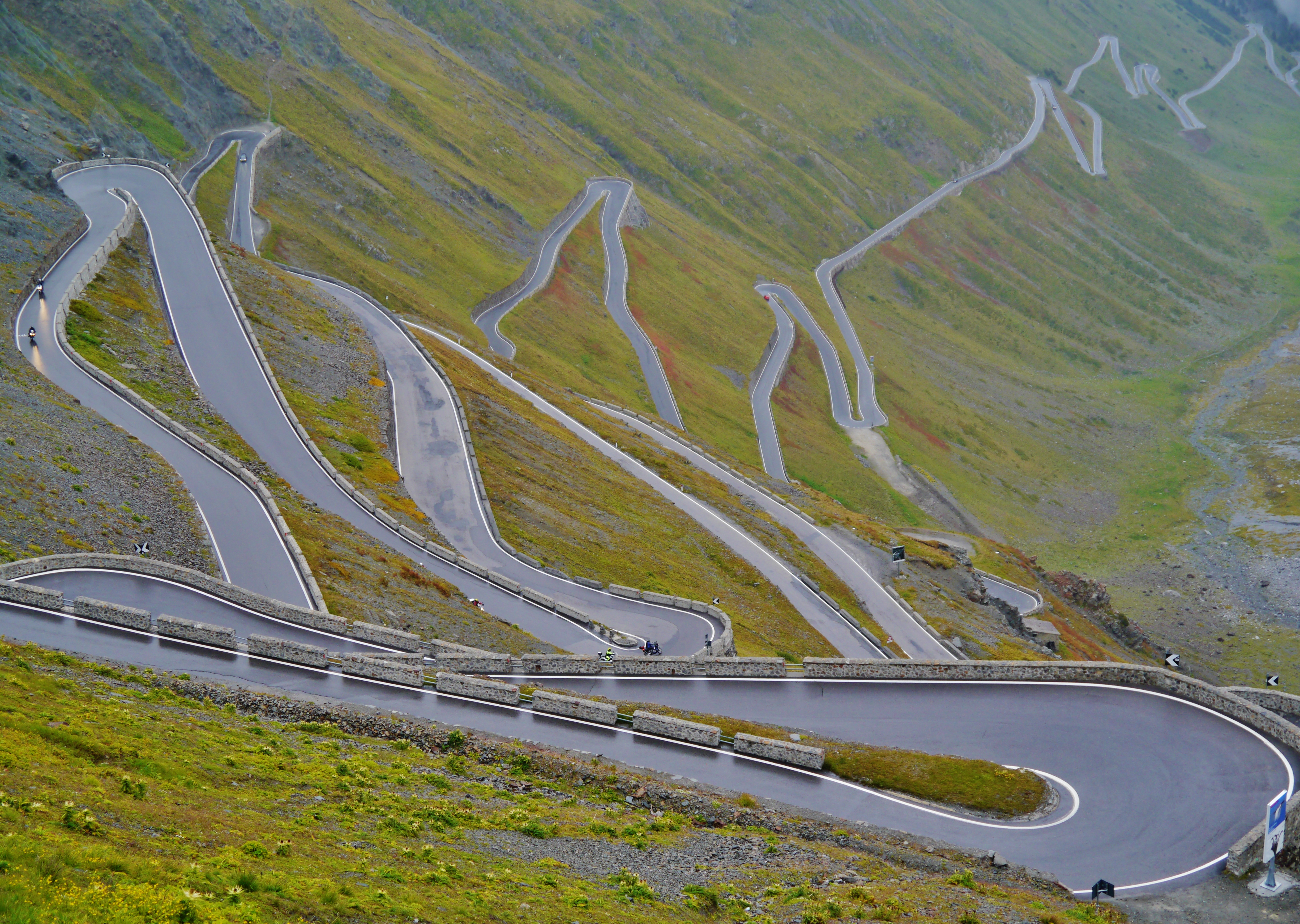
I tornanti altoatesini del Passo dello Stelvio

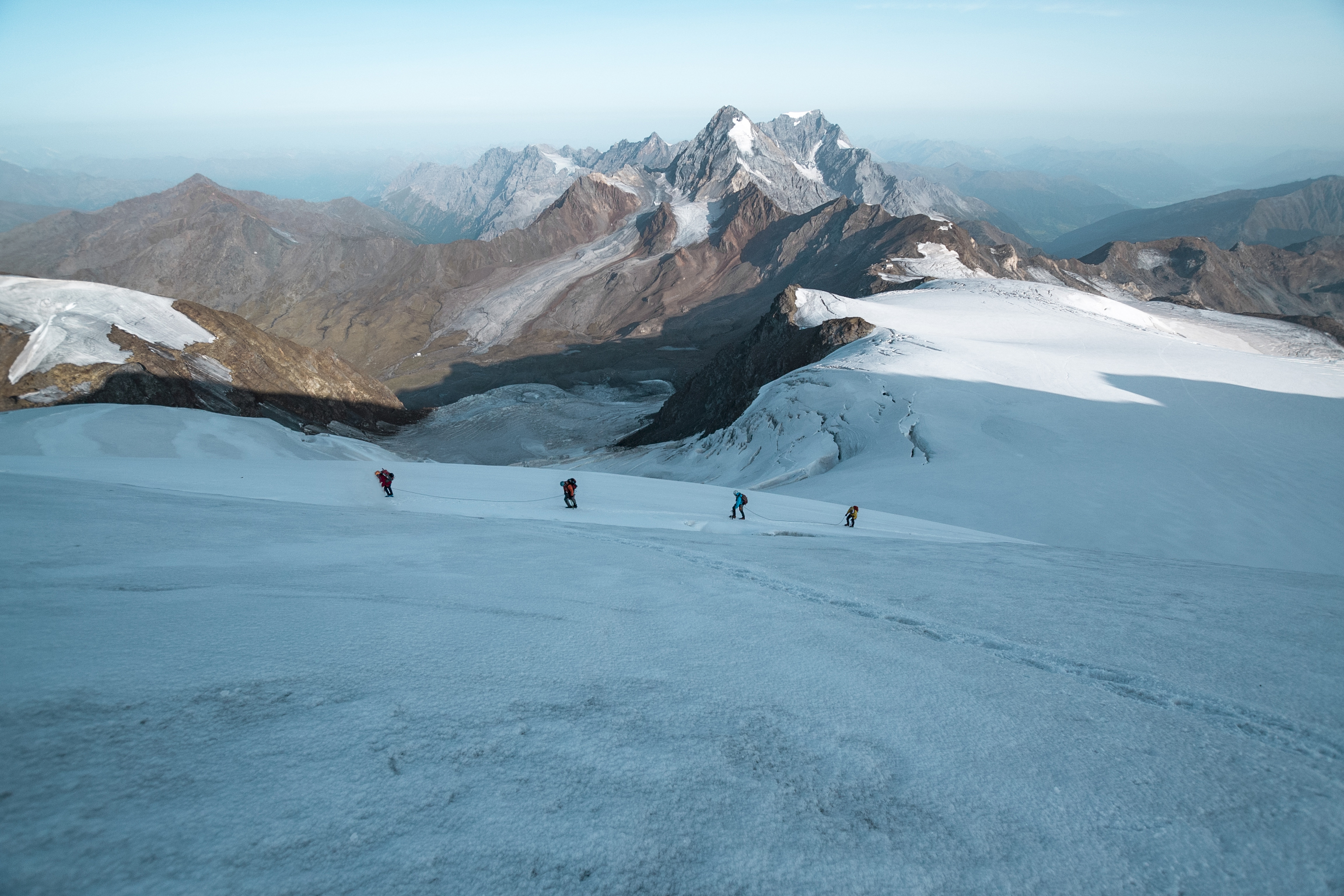
Risalita sul Ghiacciaio del Livrio

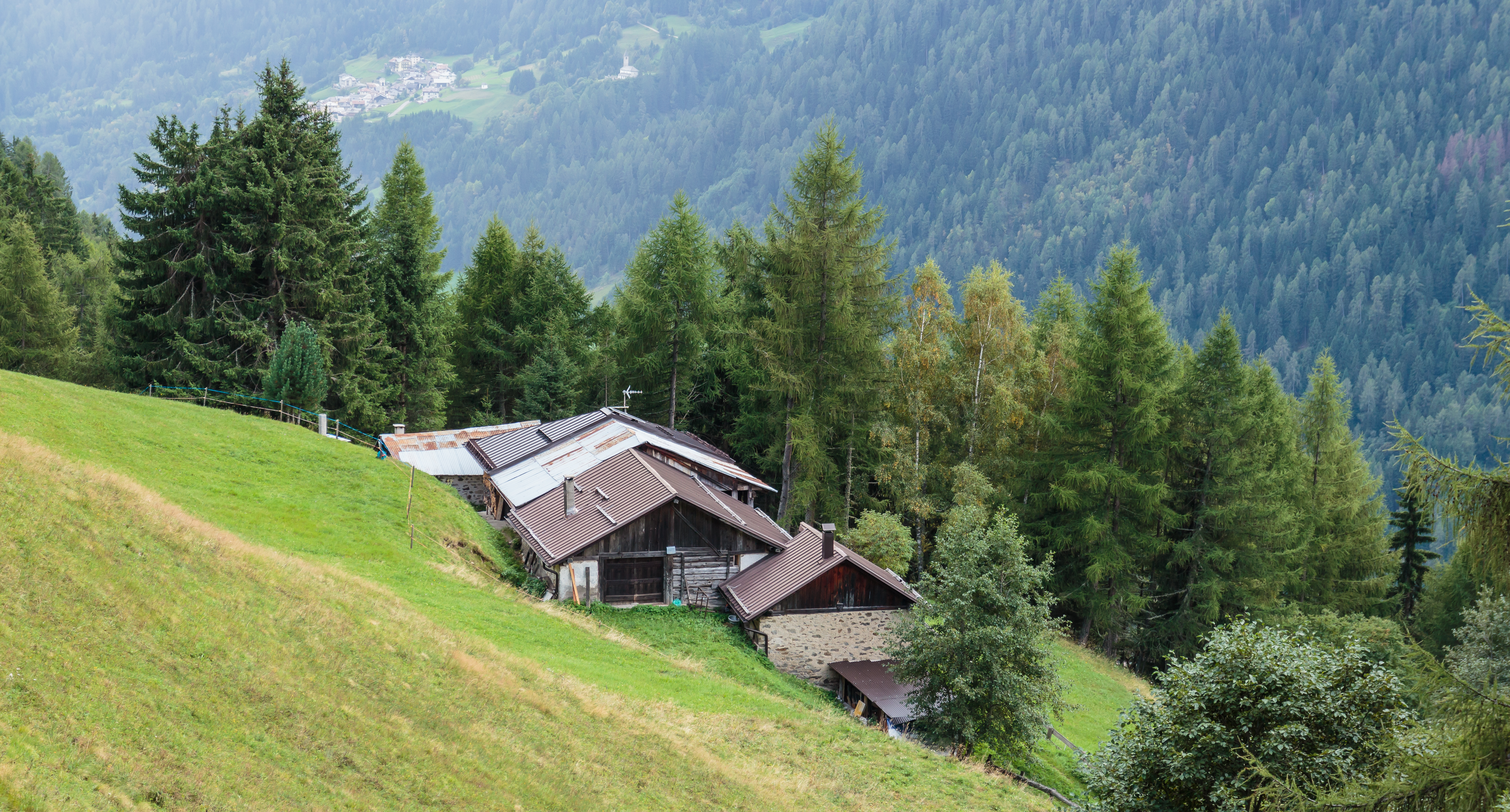
Boschi di abeti in Val di Peio

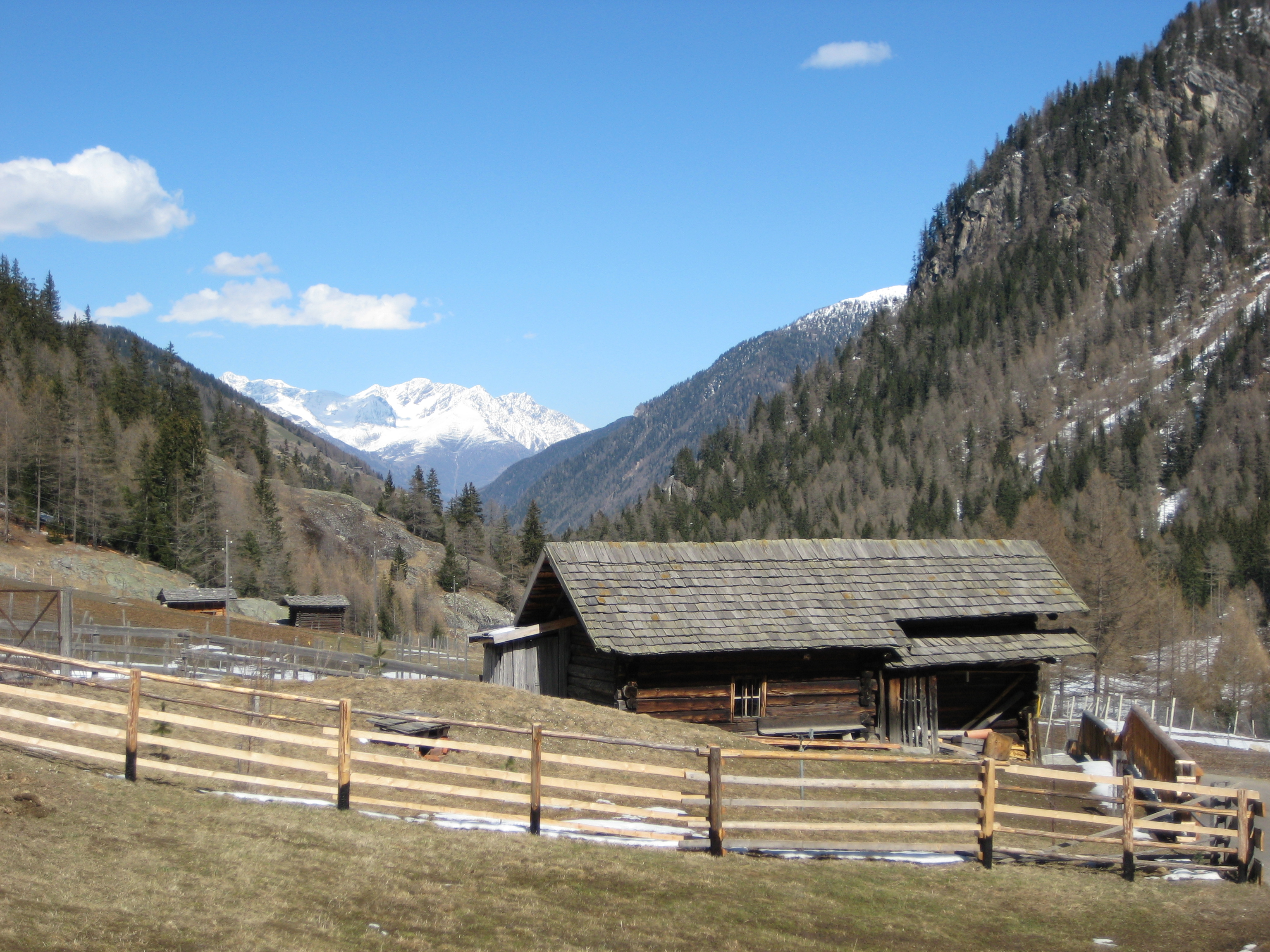
Baita in Val Martello

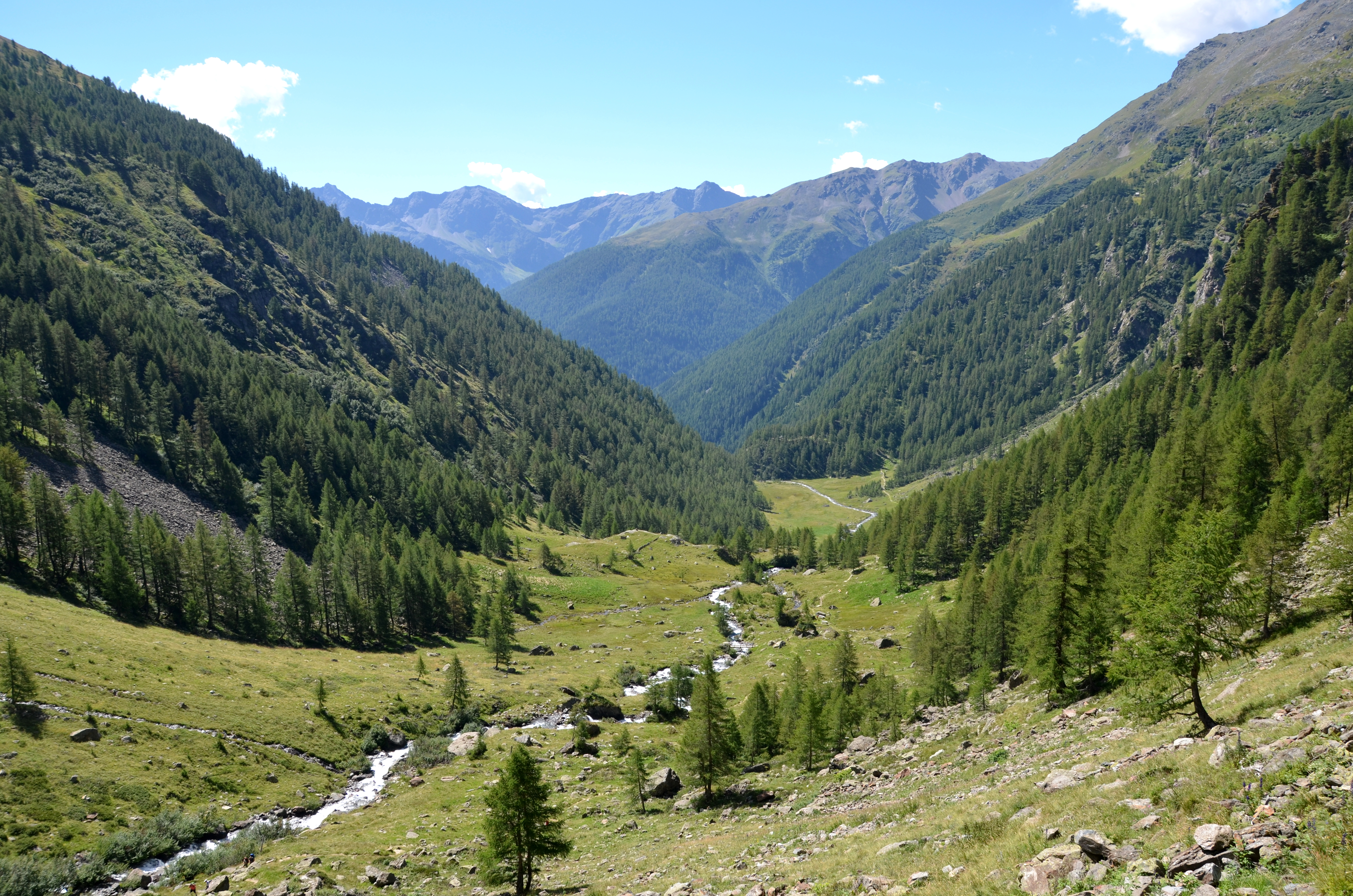
I boschi della Val di Rabbi

## Storia
Fu istituito nel 1935 su un'area ampliata a 130 734 ettari nel 1977 e caratterizzata da una moltitudine di specie animali e vegetali, prendendo il nome dal comune altoatesino di Stelvio e dall'omonimo passo alpino. Nel suo territorio si trovano grandi boschi, aree agricole, masi di montagna, casali e paesi abitati. È oggi amministrato da un consorzio costituito dal ministero dell'Ambiente, Provincia di Bolzano, Provincia di Trento e Regione Lombardia. I tre comitati di gestione (Bolzano, Trento e Lombardia) fanno riferimento a un consiglio direttivo, in cui sono rappresentati anche figure scientifico e ambientaliste.
Il 30 settembre 2009 un accordo tra lo Stato italiano e le province autonome di Trento e Bolzano (tramite l'organo paritetico della Commissione dei 12) ha previsto il passaggio della gestione del parco alla regione Lombardia, alla provincia autonoma di Trento e alla provincia autonoma di Bolzano, con introduzione di un comitato di indirizzo formato da 7 componenti: 3 rappresentanti dei comuni, ministero dell'Ambiente, regione Lombardia e Province di Bolzano e di Trento con l'esclusione dal consiglio di gestione delle figure scientifico-ambientaliste.
Il Parlamento Italiano ha ratificato l'accordo nel dicembre 2010. Il PD e gli ambientalisti hanno accusato la SVP di essersi astenuta sulla fiducia al governo Berlusconi IV il 14 dicembre 2010 in cambio del via libera della maggioranza parlamentare alla suddivisione del parco, ma questa ha negato. Stefania Prestigiacomo, ministro dell'ambiente, ha abbandonato Il Popolo della Libertà in dissenso col partito, per poi però rientrarvi.
Legambiente ha denunciato il rischio di rilassamento delle norme di tutela del parco in provincia di Bolzano, con la possibilità di apertura alla caccia, all'utilizzo delle strade forestali, alla creazione di impianti da sci e in genere alla speculazione edilizia, con gravi rischi per la conservazione dell'habitat naturale. Nel marzo del 2011 il Presidente della Repubblica Napolitano non ha convalidato il Decreto Legge che sanciva il passaggio del Parco, rinviandolo alla commissione paritetica dei 12. Il 30 luglio 2014, su proposta dell'SVP e nonostante il parere negativo del Ministero dell'Ambiente, viene inoltrata al Consiglio dei Ministri (in concomitanza alla legge di stabilità) un'ennesima proposta per lo smembramento del parco.

## Geografia fisica

### Orografia
Rientrano nel parco quasi tutte le cime Alpi dell'Ortles. La dorsale principale inizia al passo dello Stelvio (2.758 m), il secondo più alto valico transitabile d'Europa che collega Bormio a Trafoi, e s'innalza in numerose vette al di sopra dei 3.500 m, come la punta Thurwieser (3.652 m), il Gran Zebrù (3.857 m) e il Cevedale (3.769 m), per culminare con la vetta dell'Ortles con i suoi 3.905 m. Da questa dorsale si staccano creste secondarie, comunque molto elevate, che dividono tra loro importanti vallate.
Altre cime importanti sono Monte Zebrù (3.735 m), Palon de la Mare (3.703 m), Punta San Matteo (3.678 m), Monte Vioz (3.645 m), Punta Taviela (3.612 m), Pizzo Tresero (3.602 m), Punta Pedranzini (3.599 m), Cima di Trafoi (3.565 m), Monte Pasquale (3.553 m), Cima Vertana (3.535 m), Punta Cadini (3.524 m), Angelo Grande (3.521 m), Punta dello Scudo (3.461 m), Punta delle Bàite (3.458 m), Cima Sternai (3.443 m), Gioveretto (3.439 m), Monte Cristallo (3.434 m), Cima Venezia (3.386 m), Croda di Cengles (3.375 m), Cima Solda (3.376 m), Monte Confinale (3.370 m), Corno dei Tre Signori (3.360 m), Punta di Lasa (3.305 m), Orecchia di Lepre (3.257 m), Cime dei Forni (3.247 m), Cima Careser (3.189 m), Monte Scorluzzo (3.094 m), Punta di Ercavallo (3.068 m), Cima Nera (3.037 m), Monte Braulio (2.980 m), Cima Vegaia (2.890 m), Cima Tremenesca (2.882 m) e Monte Livrio (3.174 m).

### Geomorfologia
L'area naturale protetta, posta in posizione centro-orientale nella catena alpina, poco più a sud della catena principale alpina, al centro delle Alpi Retiche (Alpi Sud-orientali), è immersa al centro di un vasto anfiteatro di cime che lungo lo spartiacque montuoso divide la Lombardia a ovest dal Trentino-Alto Adige a est, con le provincie di Sondrio a ovest, Bolzano a est, Brescia e Trento a sud. Il parco si estende da quote di bassa montagna fino a culminare sulle maestose vette del gruppo Ortles-Cevedale, presentando numerosi biomi e ambienti naturali pressoché intatti, che vanno dai pascoli, alla tundra, alle foreste di abeti e larici, alle pareti rocciose e alle formazioni nevose perenni.

### Valli
Rientrano nel parco diverse vallate alpine:
- Valdisotto
- Valdidentro
- Valle di Fraele
- Valle di Livigno
- Valfurva
- Val di Gavia
- Val Zebrù
- Valle di Viso
- Val Grande
- Val Canè
- Valle del Braulio
- Valle di Trafoi
- Valle di Solda
- Val Martello
- Val d'Ultimo
- Val di Peio
- Val di Rabbi
- Val Venosta

### Idrografia
Oltre a numerosi torrenti lungo le rispettive valli, nel territorio sono presenti diversi importanti ghiacciai, il più importante dei quali è il ghiacciaio dei Forni, il più vasto ghiacciaio vallivo alpino italiano, situato sul versante lombardo.
- Frodolfo
- Torrente Cedec
- Torrente Rio Sclanera
- Torrente Zebrù
- Torrente Val di Calvarana
- Torrente Val d'Uzza
- Bormina
- Torrente Braulio
- Rio Trafoi
- Rio Solda
- Valsura
- Rio Plima
- Torrente Noce
- Torrente Rabbies
- Laghi di Cancano
- Lago del Careser
- Lago di Pian Palù
- Lago di Gioveretto
- Lago di Zoccolo
- Lago di Covel
- Lago Lungo

### Glaciologia
- Ghiacciaio dell'Ortles
- Ghiacciaio del Cevedale
- Ghiacciaio del Gran Zebru'
- Ghiacciaio dei Forni
- Ghiacciaio del Vioz
- Ghiacciaio del Livrio
- Ghiacciaio del Careser
- Ghiacciaio della Sforzellina

### Comuni
I comuni interessati sono:
- Glorenza
- Laces
- Lasa
- Malles Venosta
- Martello
- Prato
- Silandro
- Stelvio
- Tubre
- Ultimo
- Bormio
- Livigno
- Sondalo
- Valdidentro
- Valdisotto
- Valfurva
- Ponte
- Temù
- Vezza
- Vione
- Peio
- Pellizzano
- Rabbi

## Ambiente

### Flora

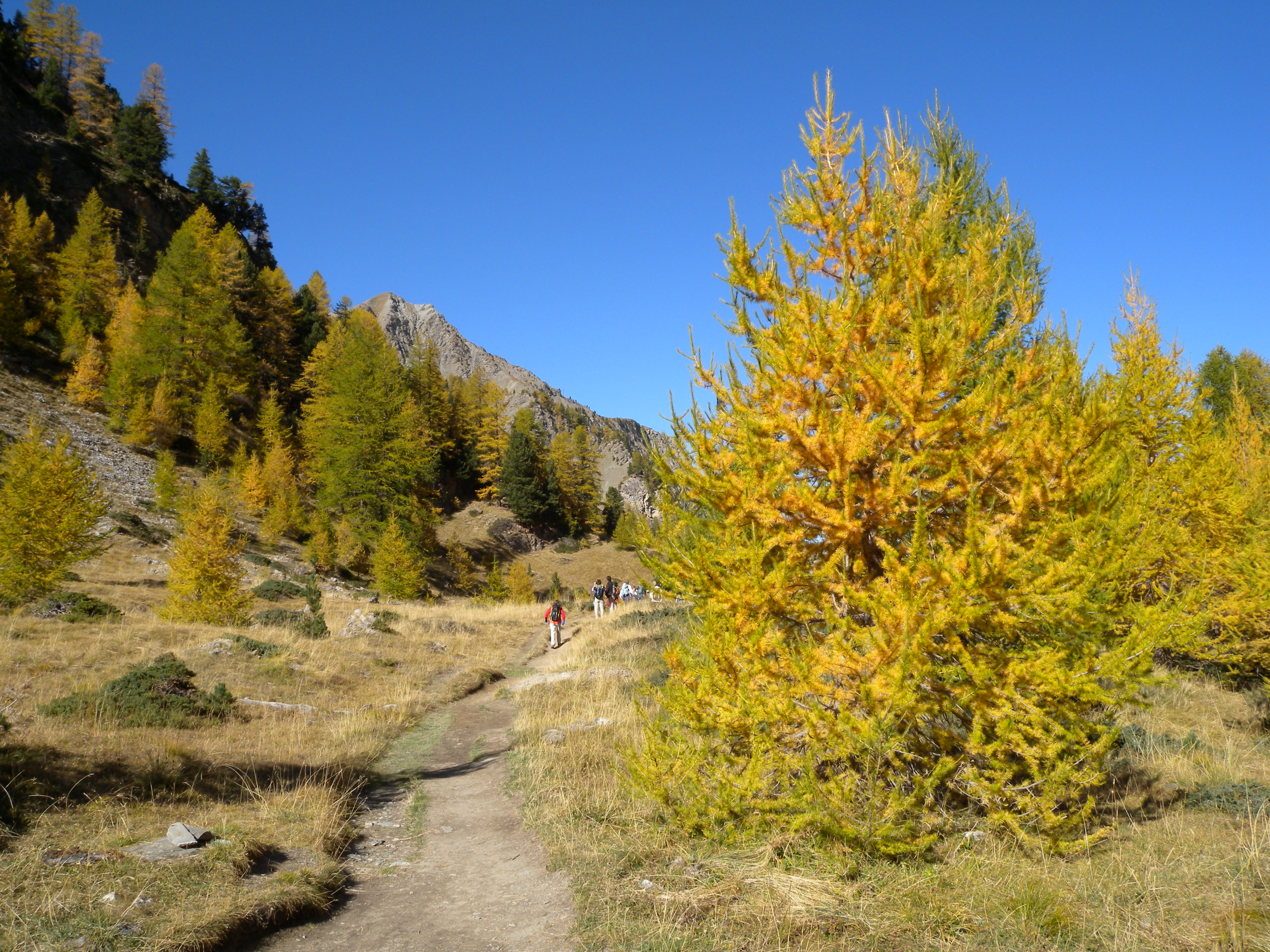
Larice comune

Nella fascia altimetrica che va dai 1000 ai 2000 metri, l'ambiente del parco è dominato dalle foreste di conifere. La specie più diffusa è sicuramente l'abete rosso (Picea abies), al quale si associano pochi e isolati gruppi di abete bianco (Abies alba), quest'ultimo presente soprattutto in val di Rabbi, zona trentina del Parco. Queste formazioni di alberi risalgono i versanti diradandosi verso il limite superiore per cedere lentamente il posto al larice (Larix decidua) e al pino cembro (Pinus cembra), diffuso principalmente in Val di Peio.
Ai boschi di aghifoglie, segue la fascia degli arbusti nani, che sale oltre il limite della vegetazione (circa 2600 metri). Dopo i 2800 metri trovano spazio le rocce, i ghiaioni, le nevi perenni e le morene glaciali, dove la presenza di forme di vita è garantita solo da alcune tenaci specie pioniere assai specializzate come i licheni.
All'interno del Parco si trovano inoltre ambienti particolari come le torbiere: zone umide caratterizzate da una flora altamente specializzata come la Drosera rotundifolia e la Pinguicula alpina, piccole piante carnivore, che sopperiscono alla carenza di azoto del terreno catturando piccoli insetti, o la rara Paludella squarrosa, una briofita a distribuzione circumpolare-artica, presente in poche stazione delle Alpi fra la Lombardia e il Trentino-Alto Adige.

### Fauna

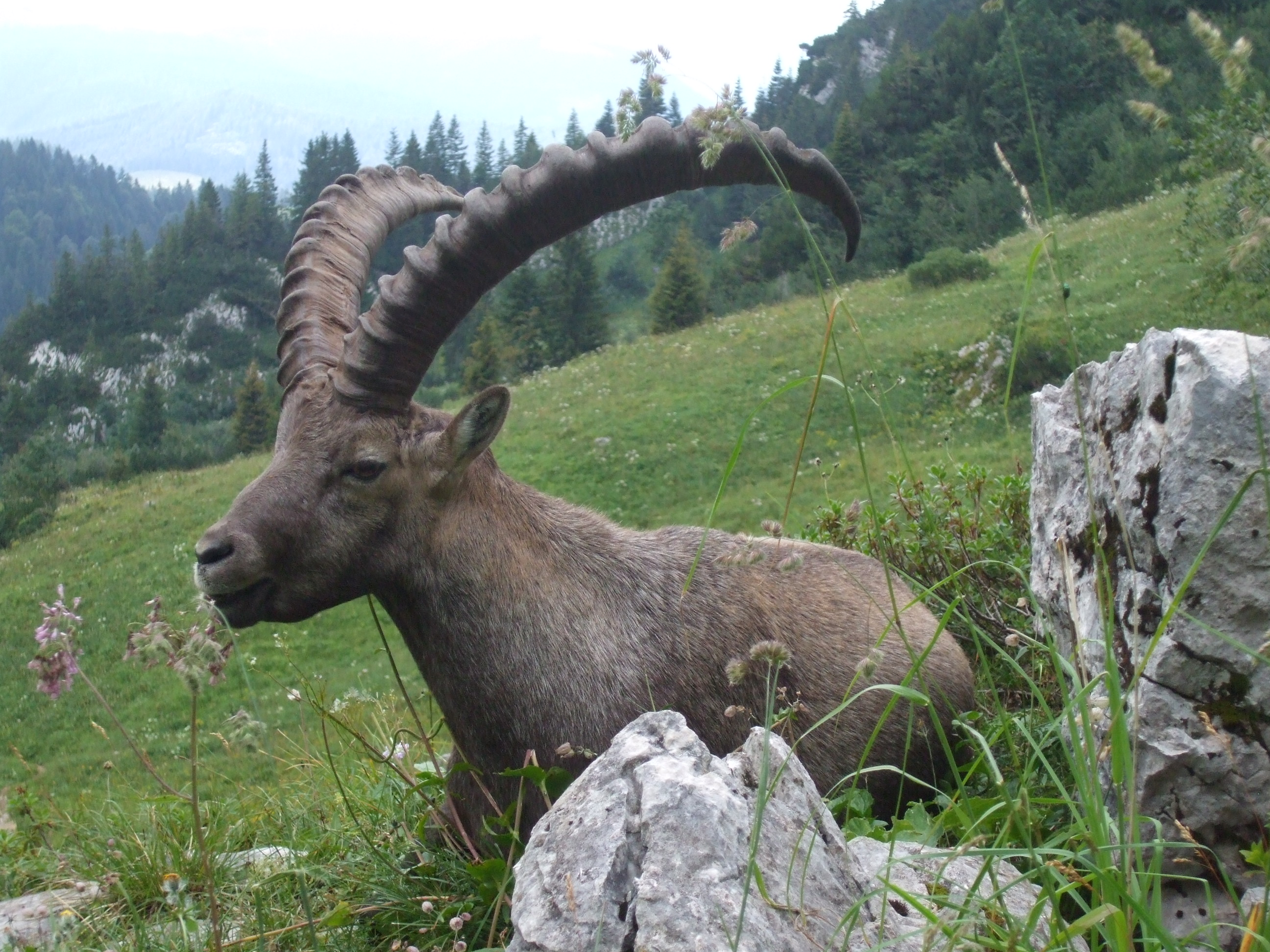
Stambecco delle Alpi

Il parco include un'ampia varietà morfologica e di ecosistemi, con grandi dislivelli (da 650 m s.l.m. ai 3900 m s.l.m. delle vette dei ghiacciai). Si possono trovare cervi, camosci, caprioli, stambecchi, marmotte, volpi, ermellini, scoiattoli, lepri, tassi e donnole. Ci sono stati avvistamenti di lupi, linci e anche orsi, provenienti dal vicino Parco naturale Adamello Brenta.
Numerose specie di uccelli nidificano nella zona del parco: la pernice bianca, la coturnice, il gracchio alpino, il corvo imperiale, la cornacchia, il picchio, il gallo cedrone, il gallo forcello, il francolino di monte, la poiana, lo sparviero, il gufo, l'aquila reale e, grazie ad un riuscito e prezioso progetto di reintroduzione, il gipeto. Tanti animali vi trovano rifugio ed è anche grazie al parco naturale che alcune specie in via di estinzione sono protette e accudite.

## Turismo

### Punti di interesse

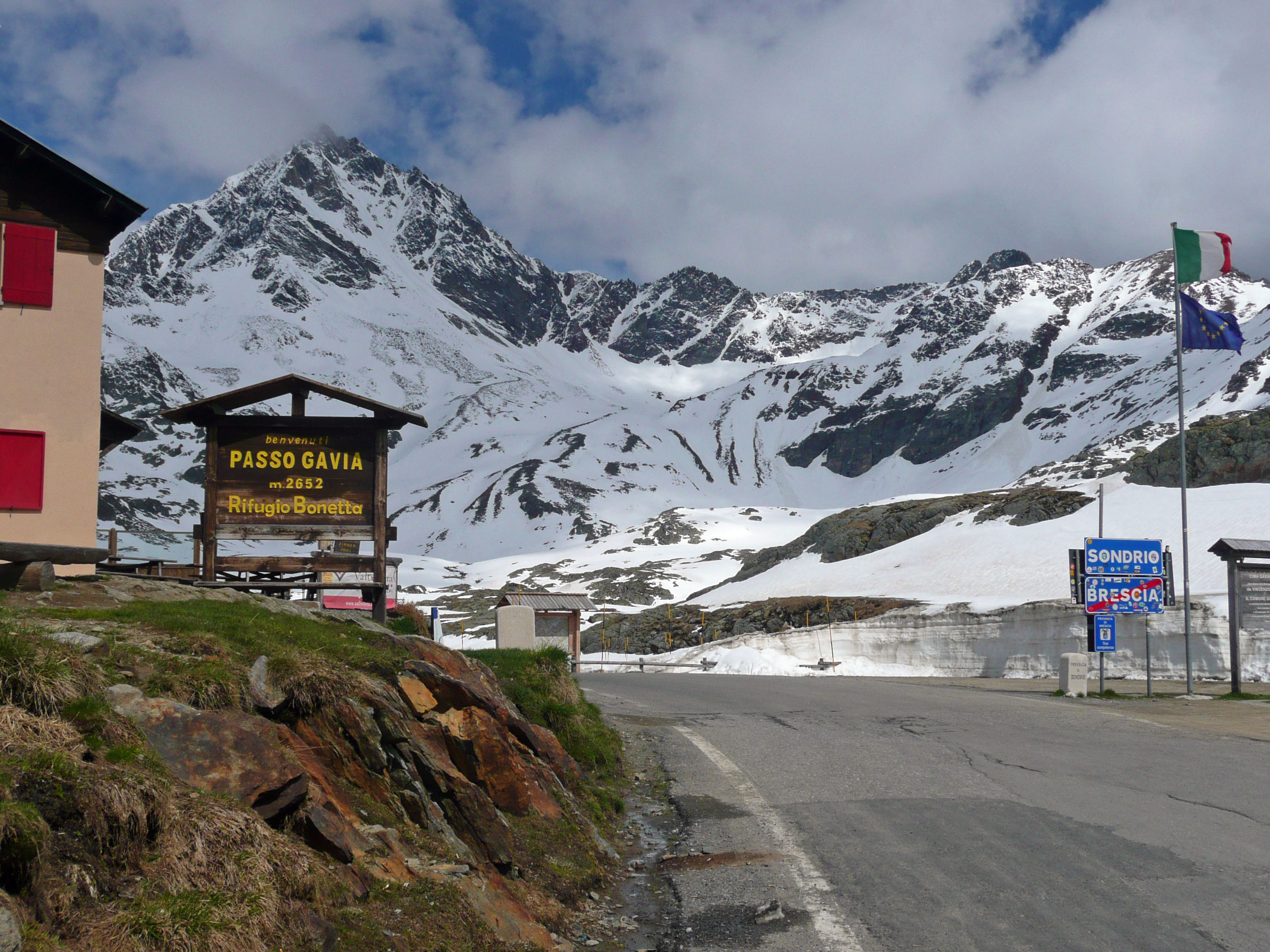
Passo Gavia

- Prato allo Stelvio
- Stelvio
- Solda
- Trafoi
- Bormio
- Santa Caterina Valfurva
- Ponte di Legno
- Passo Gavia
- Passo dello Stelvio
- Giogo di Santa Maria

### Centri visitatori

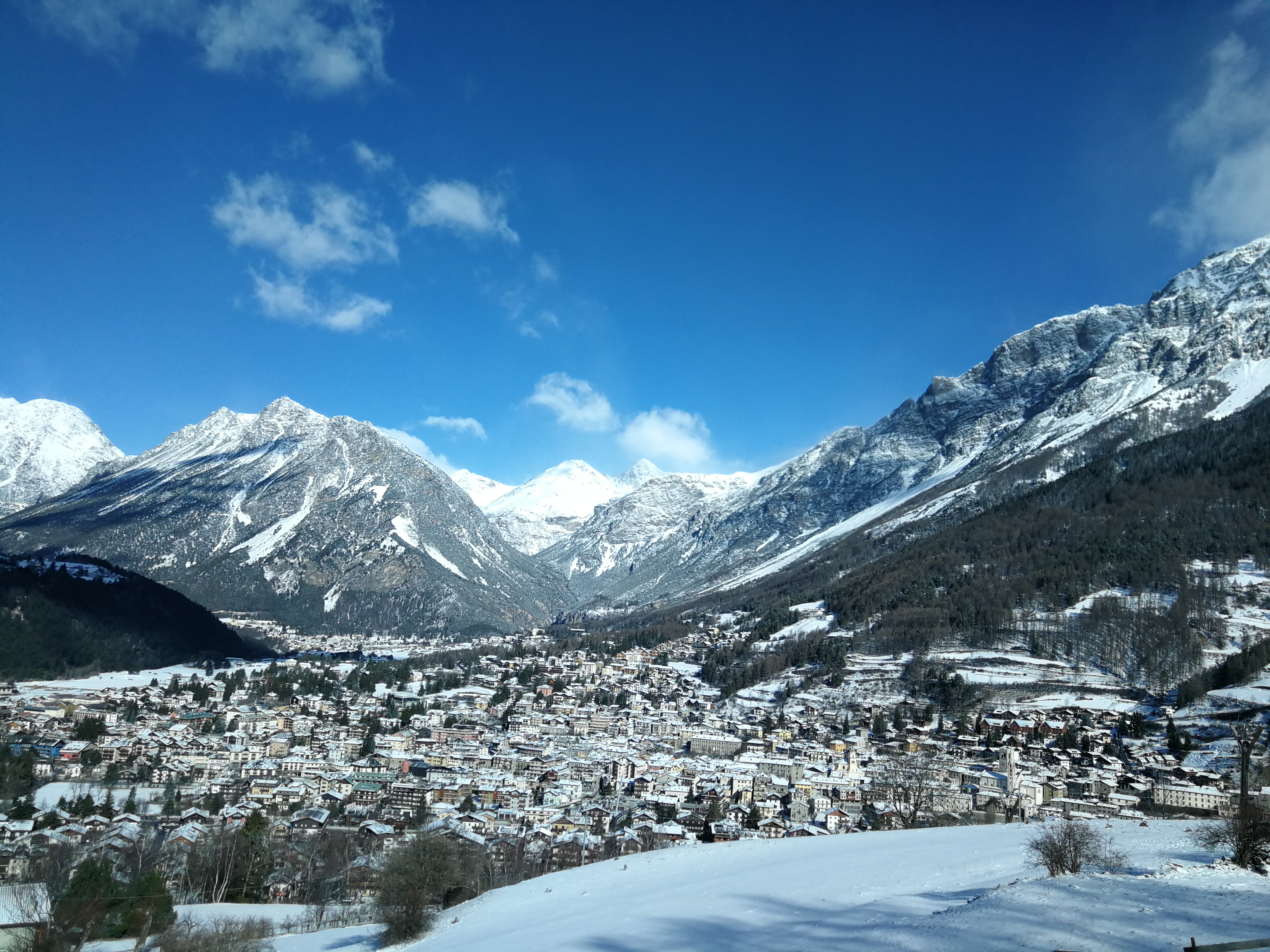
Bormio

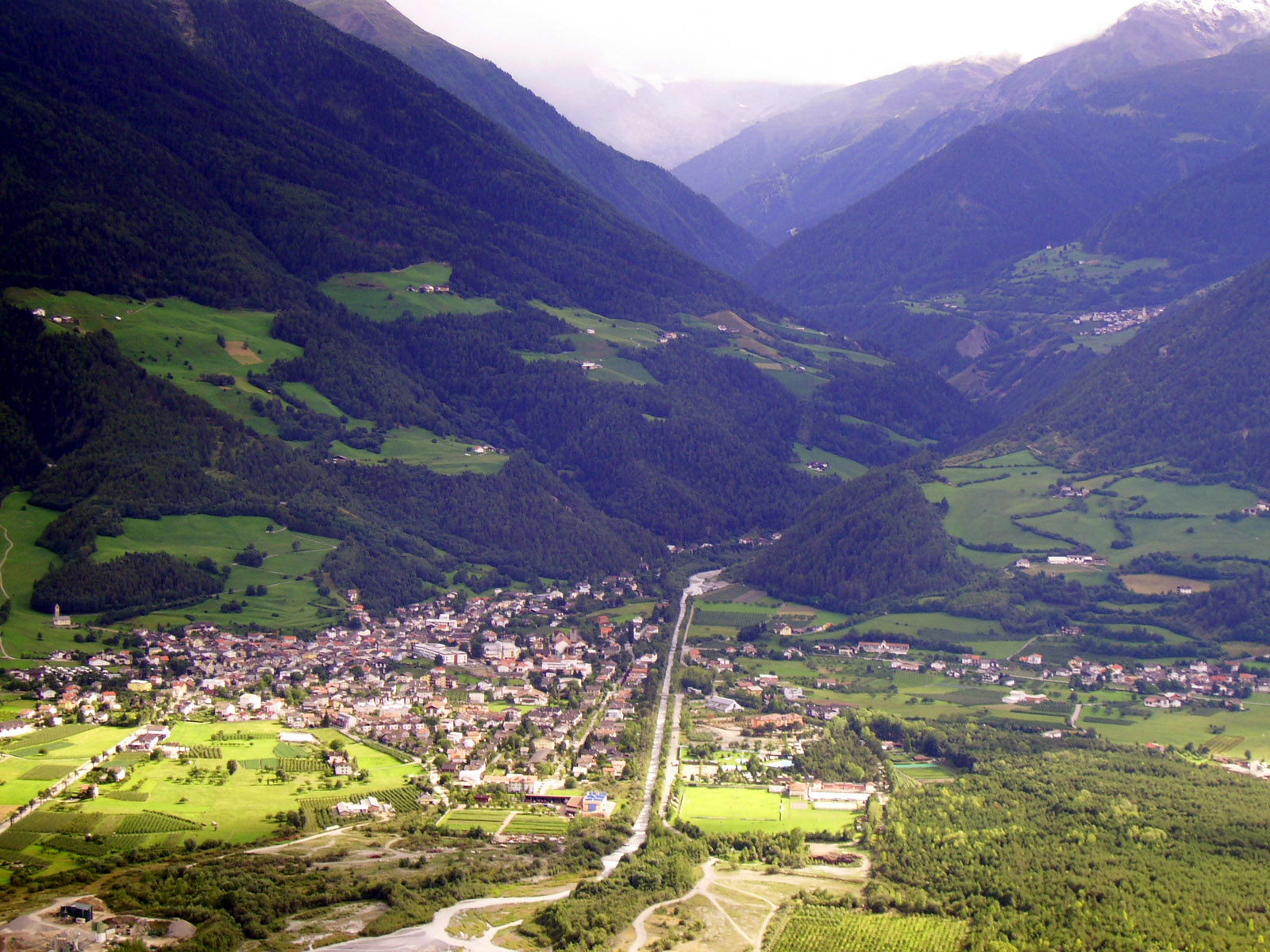
Prato allo Stelvio

Esistono numerosi centri-visita attrezzati da cui è possibile accedere al parco ed informarsi.

#### Settore lombardo
- Punto informazioni Torre Alberti di Bormio
- Punto informazioni Pro Loco Valdidentro di Valdidentro
- Punto informazioni Pontedilegno di Ponte di Legno

#### Settore altoatesino
- Centro visite Aquaprad di Prato allo Stelvio
- Centro visite Culturamartell di Martello
- Centro visite Naturatrafoi di Stelvio
- Centro visite Lahner Säge di Ultimo

#### Settore trentino
- Centro visitatori di Cogolo in Val di Peio.
- Area faunistica di Peio
- Centro visita Malga Talé "Il bosco degli urogalli" a Peio
- Centro visitatori di Rabbi
- Centro visita malga Stablét a Rabbi
- Percorso espositivo "Casèl di Somrabbi" in Val di Rabbi

### Rifugi e bivacchi
- Rifugio Mantova al Vioz - 3.535 m
- Rifugio Casati - 3.269 m
- Rifugio Payer - 3.029 m
- Rifugio Quinto Alpini - 2.877 m
- Rifugio Serristori - 2.721 m
- Rifugio Pizzini - 2.706 m
- Rifugio Larcher - 2.608 m
- Rifugio Tabaretta - 2.556 m
- Rifugio Arnaldo Berni - 2.541 m
- Rifugio Cesare Branca - 2.487 m
- Rifugio Bozzi - 2.478 m
- Rifugio Silvio Dorigoni - 2.437 m
- Rifugio Nino Corsi - 2.265 m

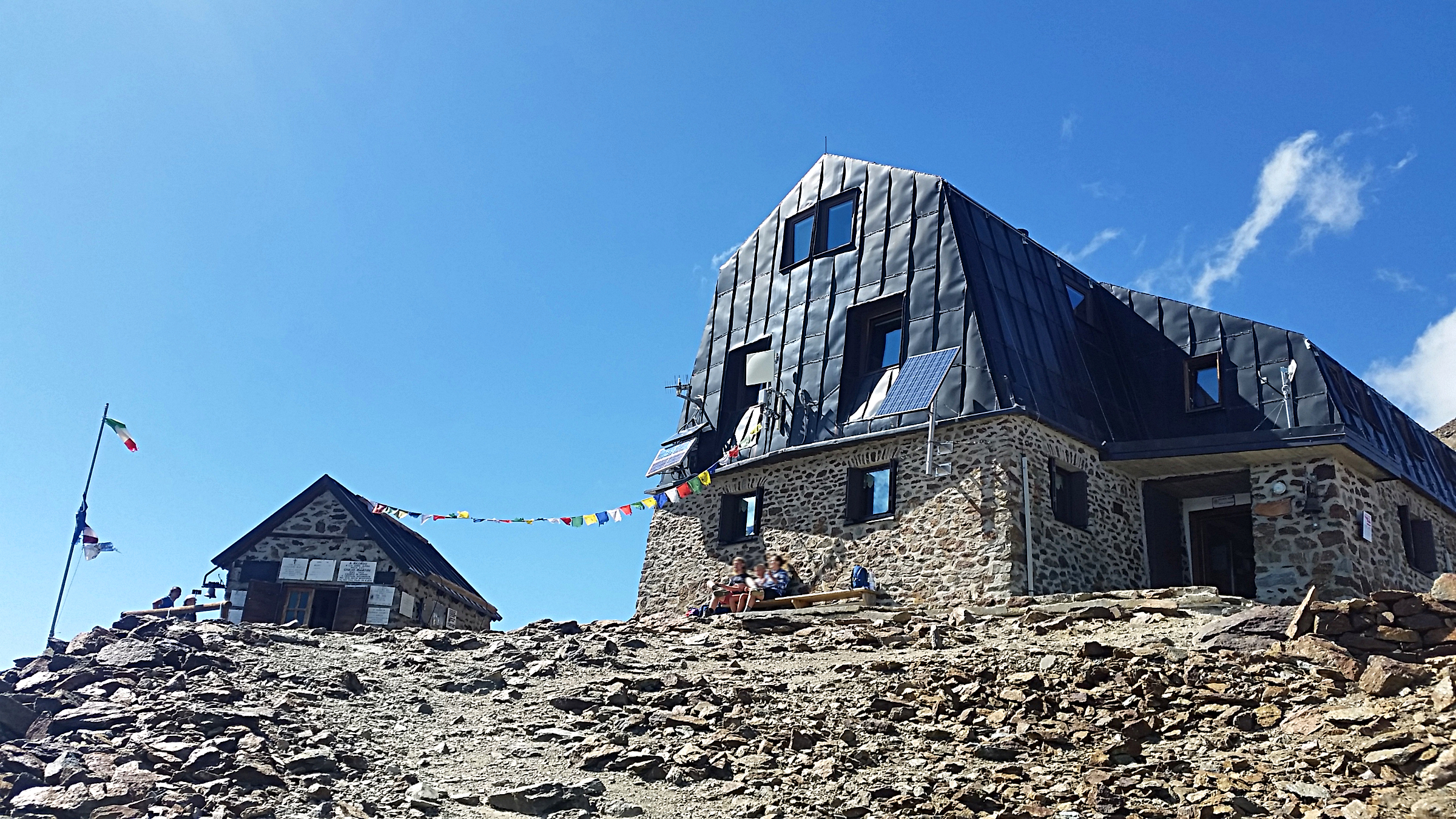
Rifugio "Mantova" al Vioz

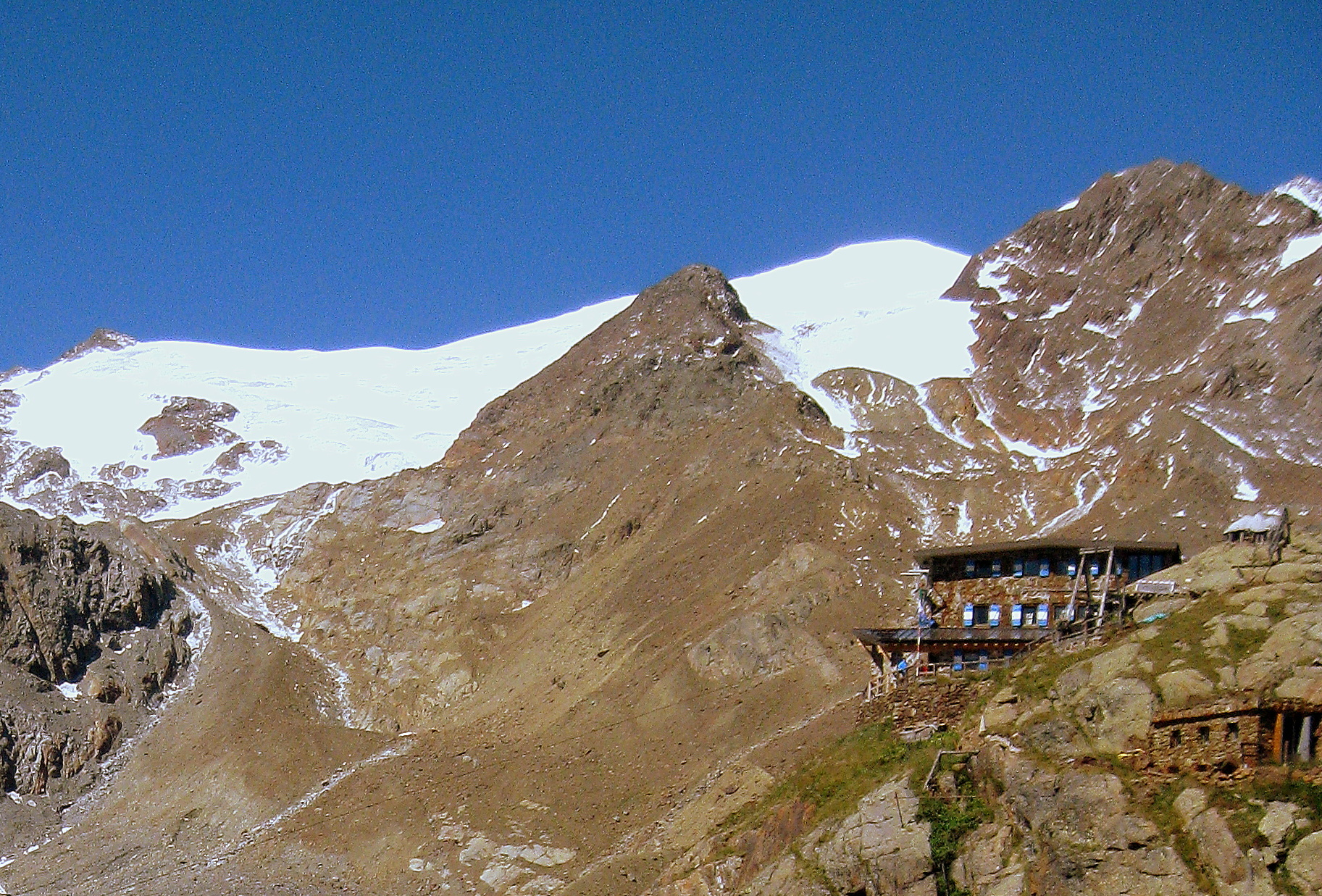
Rifugio Larcher

- Rifugio Ghiacciaio dei Forni - 2.200 m
- Bivacco Del Piero - 3.180 m

## Galleria d'immagini

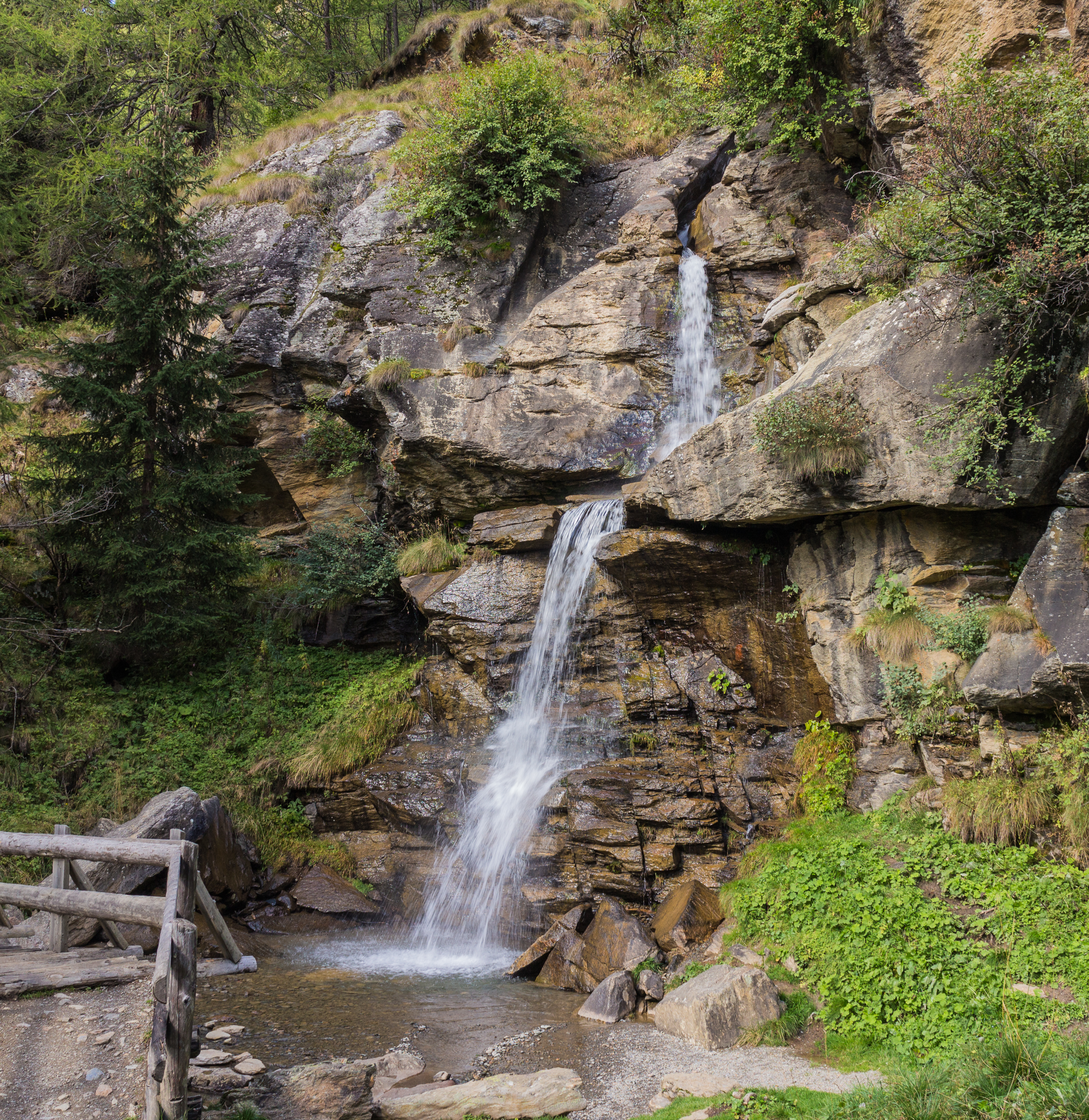
Val di Peio, Cascata di Covel (1.839 m)
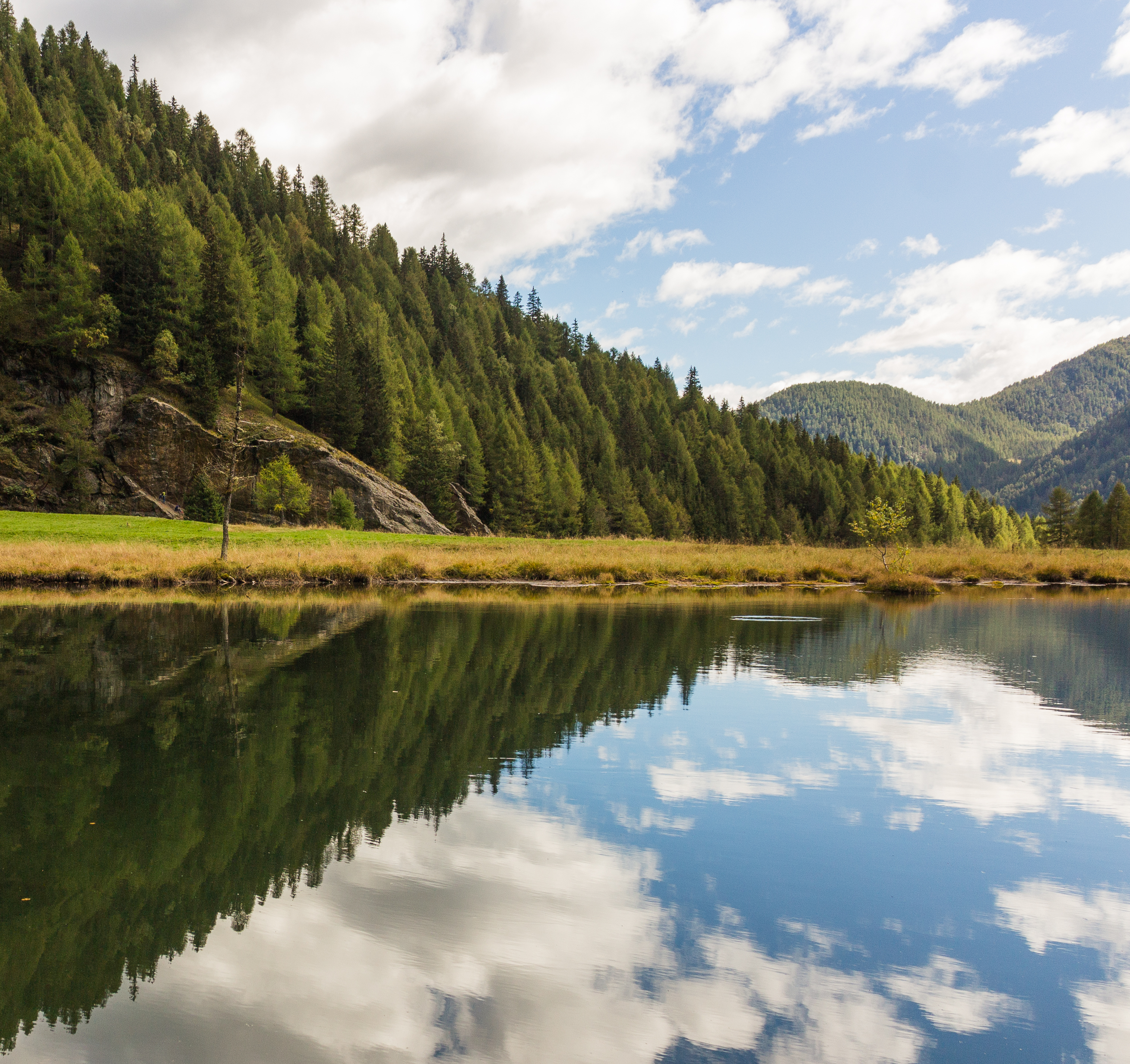
Val di Peio, Lago di Covel (1.839 m)
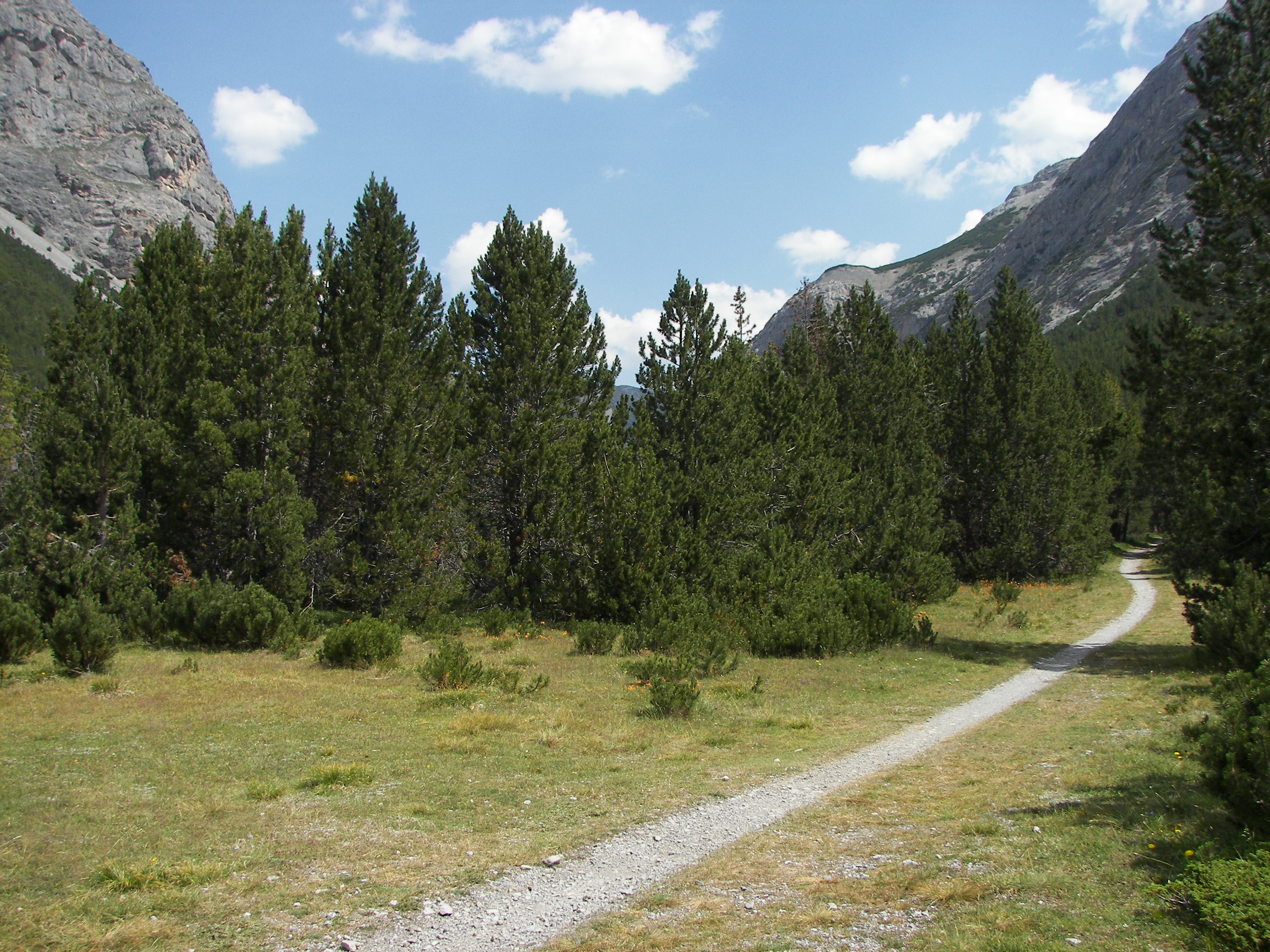
Tra Italia e Svizzera: panorama in Val di Mora
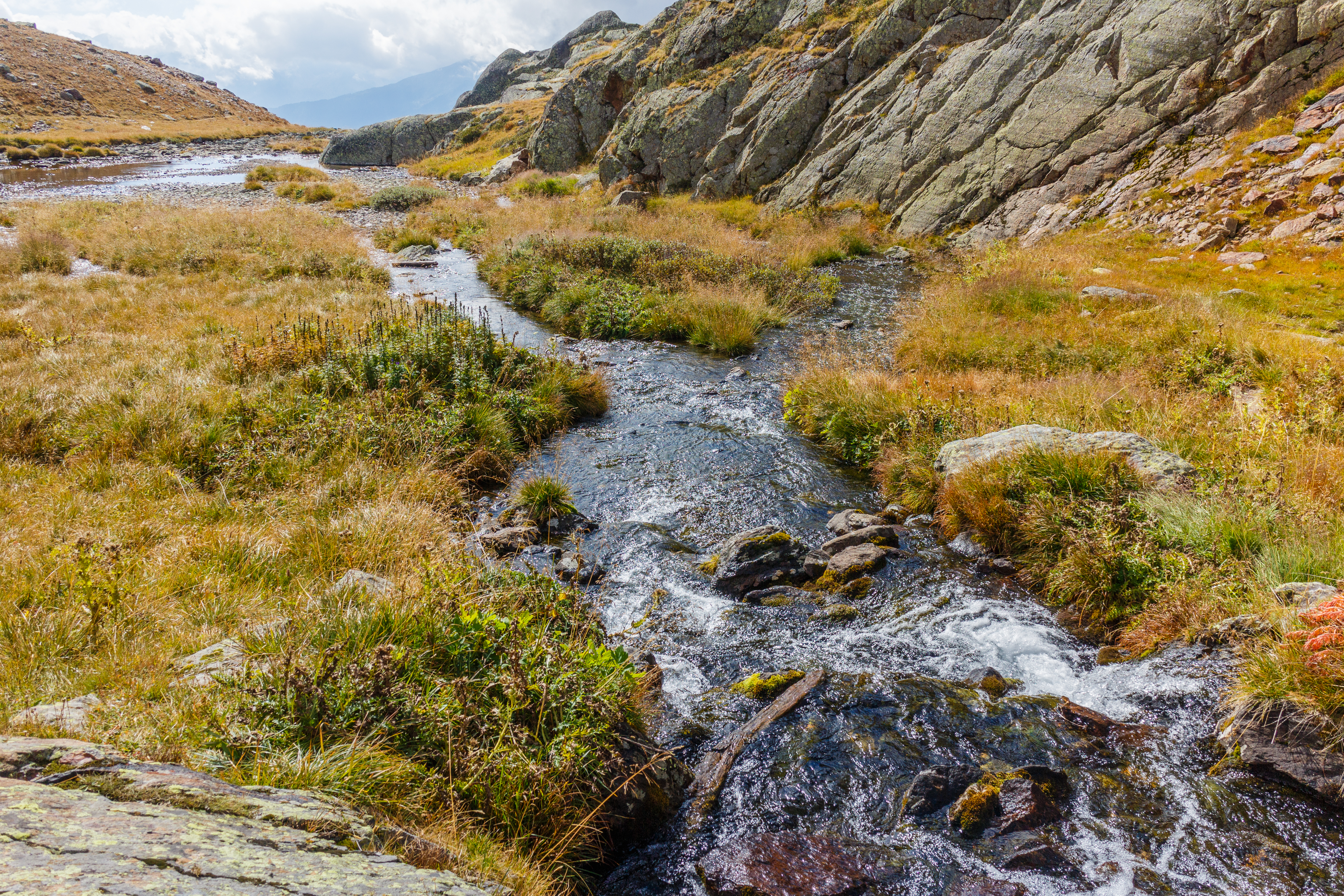
Da Malgamare al Lago Lungo (2.553 m)
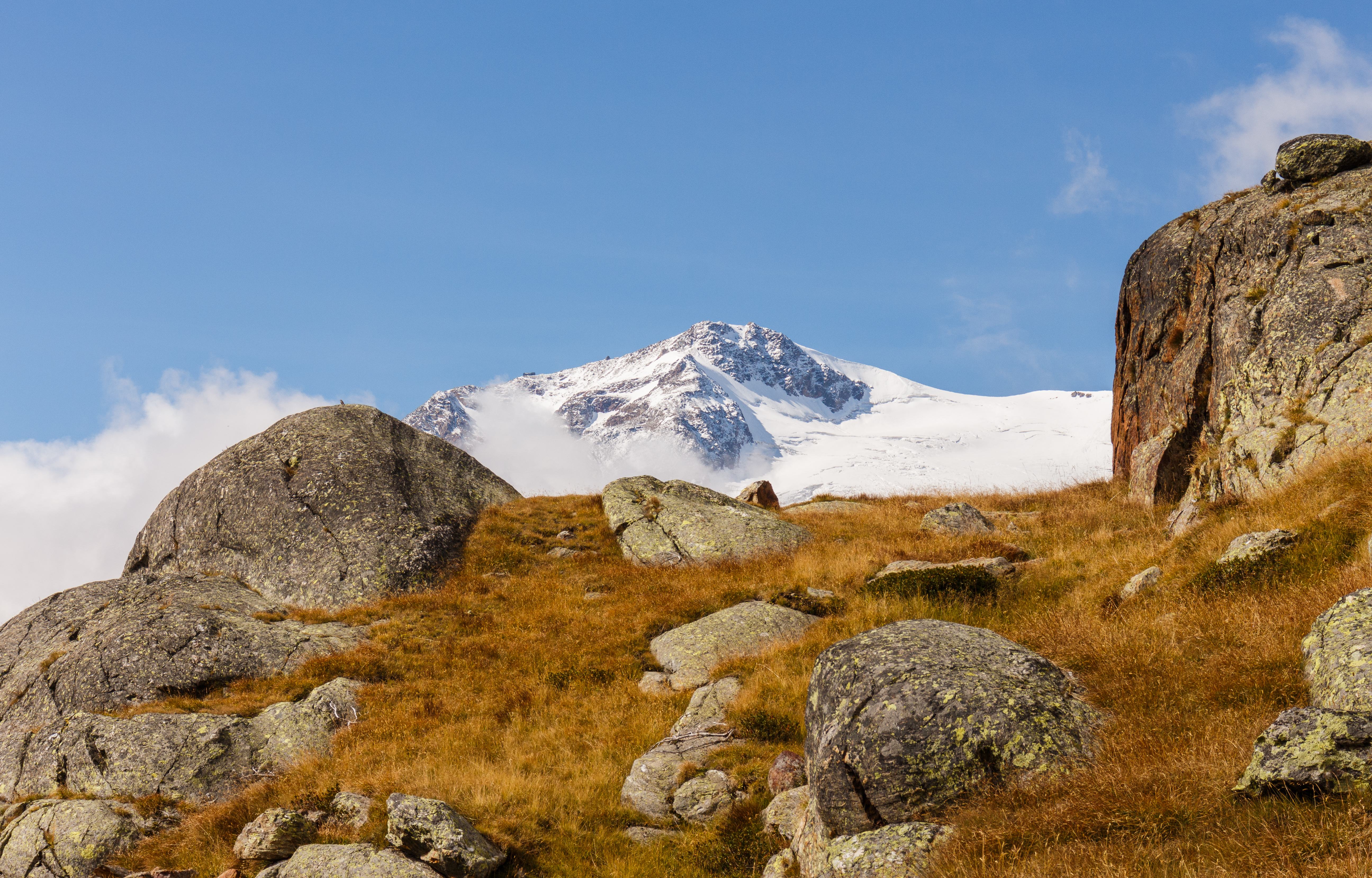
Vista sul monte Cevedale (3.769 m)
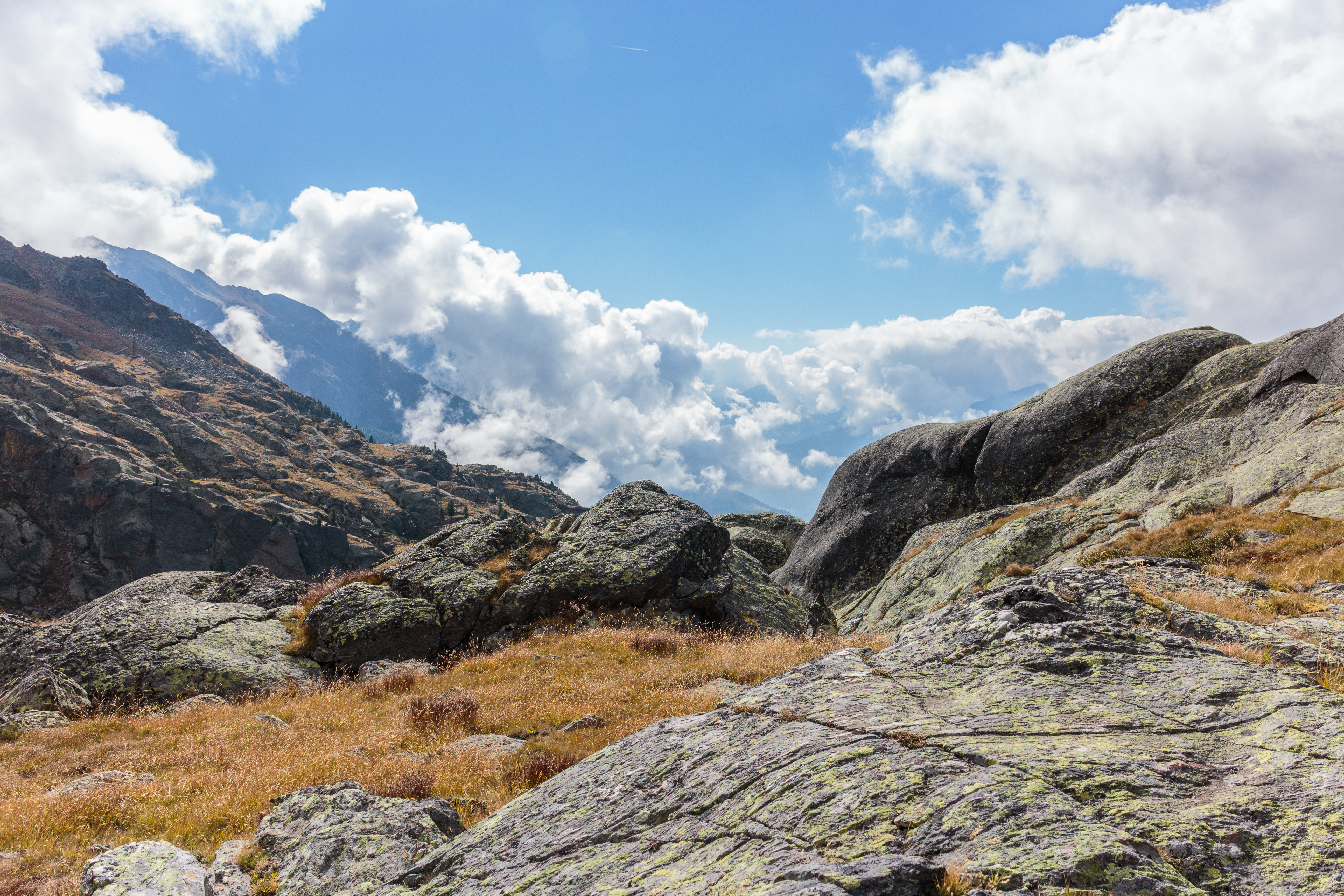
Da Malgamare al Lago Lungo (2.553 m)
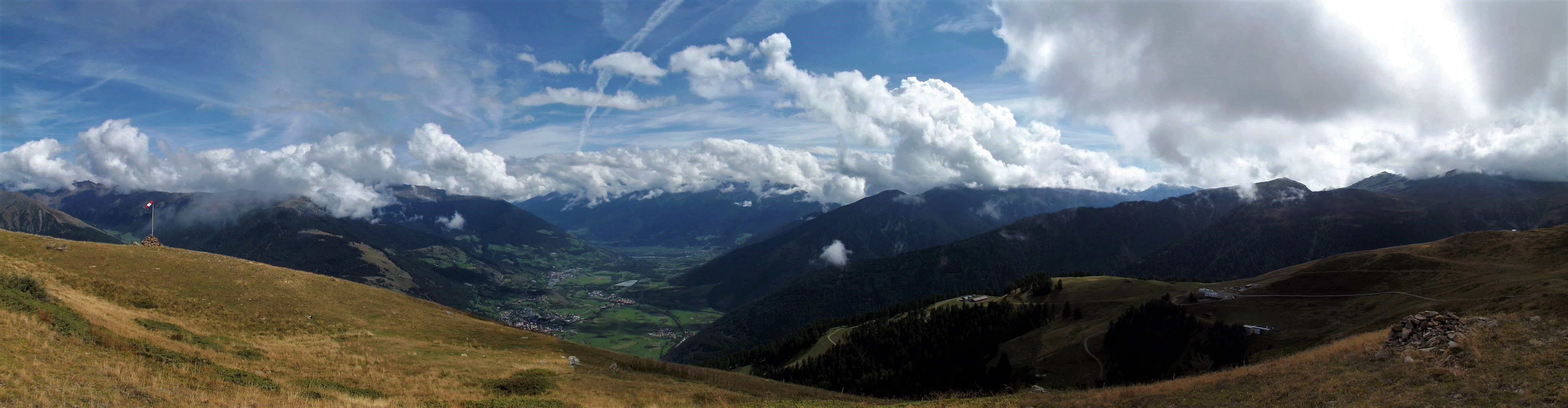
Il Parco Nazionale dello Stelvio, perfetto per fare trekking e ammirare stupendi paesaggi